# بركان

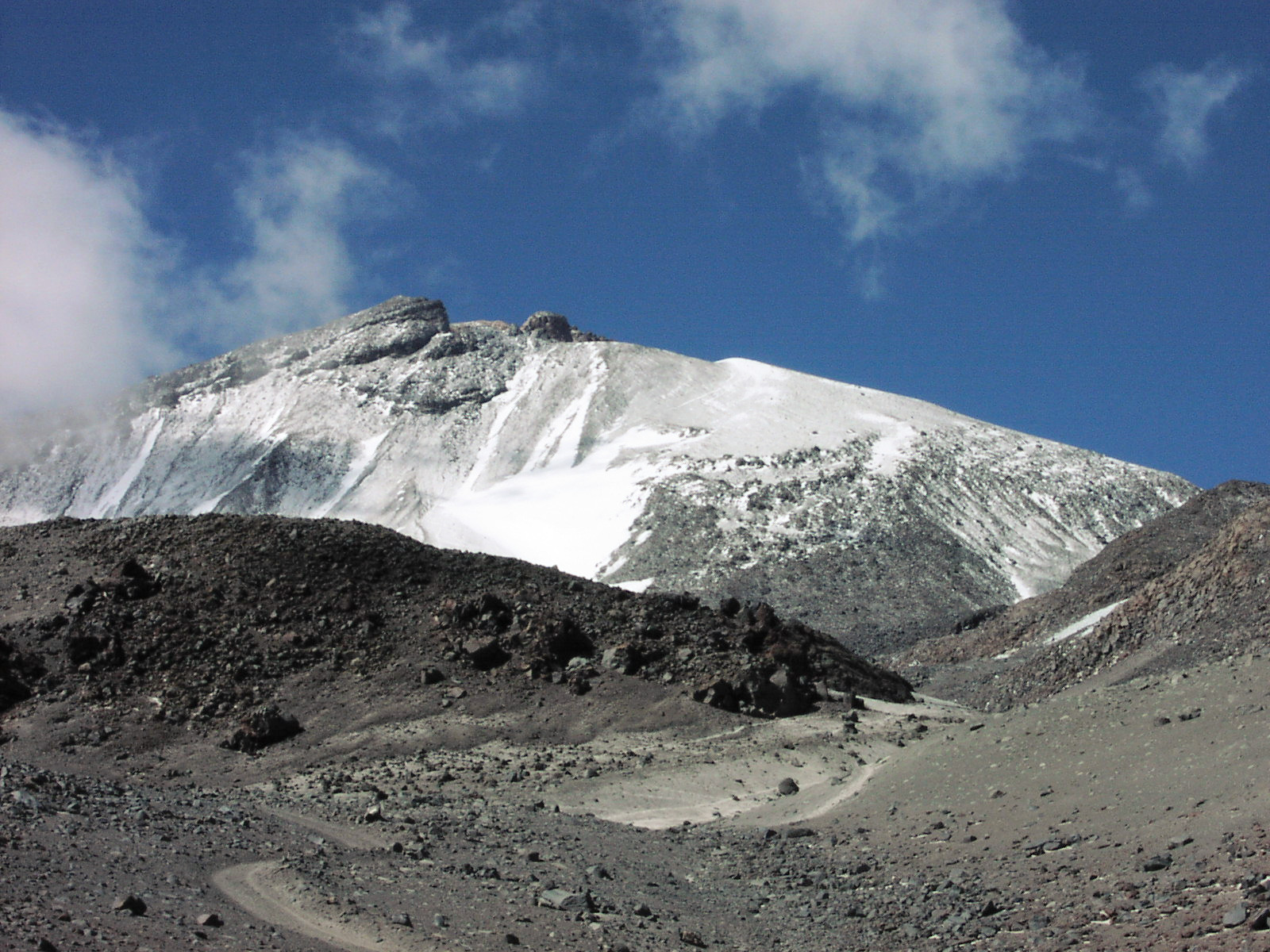
بركان أوخوس ديل سالادو في الأرجنتين (6.891 متر)

البَراكِين هي تشققاتٌ في قشرة الكواكب، مثل الأرض، وتسمح بخروج الحمم البركانية أو الرماد البركاني أو انبعاث الأبخرة والغازات من غرف الصهارة الموجودة في أعماق القشرة الأرضية ويحدث ذلك من خلال فوهات أو شقوق. وتتراكم المواد المنصهرة أو تنساب حسب نوعها لتشكل أشكالاً أرضية مختلفة منها التلال المخروطية أو الجبال البركانية العالية كالتي في متنزه يلوستون الوطني بأمريكا الشمالية.
ويوجد في العالم نحو 500 بركان نشط ثلاثة أرباعها توجد فيما يطلق عليه حلقة النار في المحيط الهادي، وأعلى الجبال النشطة في القارة الأمريكية هو جبل أكونكاغوا في الأرجنتين حيث يصل ارتفاعه إلى 7 آلاف متر تقريباً.

## أصل التسمية
لا يوجد في معاجم اللغة العربية القديمة أصل لكلمة بُركان بضم الباء. بل كان يوصف البركان بالنار كما حدث في وصف بركان المدينة المنورة في القرن السابع الميلادي، وقد وصفها الطبري: ((وفي هذه السنة أعني سنة تسع عشرة سالت حرة ليلى ناراً...)). قد يكون الاسم أتى قبل أكثر من ألف سنة عندما تعرفوا على صقلية وسكنوا فيها لبضعة قرون، إذ كانوا يسمونها بلد البراكين، أي صقلية. أي ربما تم تعريب كلمة فولكانو vulcano الإيطالية التي تعني «الجبل المحترق» أو من فولكانوس Vulcanus اللاتينية وهو اسم إله النار الروماني.[بحاجة لمصدر]

## الأجزاء الرئيسية للبركان
- المخروط البركاني: عبارة عن جوانب منحدرة مكونة من الحمم البركانية. وهو سيل صهارة المواد المعدنية التي يقذفها البركان من فوهته وكانت كلها أو بعضها في حالة منصهرة، واللافا هي الصهارة المنسالة على السطح ثم تصلبت.
- الفوهة: فُوَّهة البُرْكان منخفضة على شكل قُمْع أو قَصْعة على أسطح الكواكب أو غيرها من الأجسام الأخرى في المجموعة الشمسية. وتتكون معظم فوّهات البراكين على سطح الأرض بواسطة النشاط البركاني. وتنتج معظم هذه الفوهات البركانية عن التفجيرات التي تنسف الجَمَرات وغيرها من الأنقاض الناشئة عن الانفجارات البركانية. ومن النادر أن يزيد حجم مثل هذه الفوهات عن كيلومترين من جانب إلى آخر. وتتكون الفوهات البركانية الأخرى عندما ينهار سطح الأرض في أعقاب ارتداد الحمم البركانية من أعلى. وقد تكون كل من المنخفض الذي تشغله البحيرة البركانية في أوريغون بالولايات المتحدة وفوهة كيلاويا في هاواي بسبب أحد الانهيارات. وتسمَّى فوهات البراكين الهابطة ذات القطر الذي يزيد على كيلومتر واحد فوهة بركانية ضخمة وتسمى الفوهات البركانية الأقل هبوطًا فوهات صغيرة. وتعدّ الفوهات البركانية أكثر شيوعاً على القمر، وعلى الكواكب الأخرى غير الأرض. ولكن معظم الفوهات البركانية على هذه الأجسام هي فوهات تأثيرية تكونت بفعل تأثير أحجار النيازك.
- المدخنة: وهي الأنبوب الذي يصل بين خزان الصهارة تحت الأرض والفوهة والذي تصعد منه الصهارة. وتندفع خلالها المواد البركانية إلى الفوهة. وتعرف أحيانا بعنق البركان. وبجانب المدخنة الرئيسية، قد يكون للبركان عدة مداخن تتصل بالفوهات الثانوية.
- اللوافظ الغازية: وهي سحابة الأبخرة والغازات والرماد البركاني.

## المواد البركانية

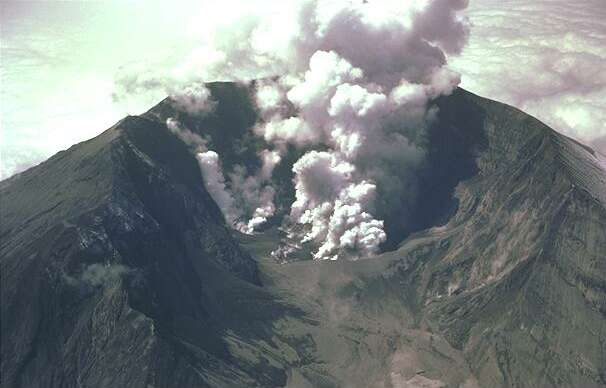
بركان

يخرج من البراكين حين ثوراتها حطام صخري صلب ومواد منصهرة (صهارة) وغازات.
- الحطام الصخري: ينبثق نتيجة للانفجارات البركانية حطام صخري صلب مختلف الأنواع والأحجام عادة في الفترة الأولى من الثوران البركاني. ويشتق الحطام الصخري من القشرة المتصلبة التي تنتزع من جدران العنق نتيجة لدفع الحمم والمواد الغازية المنطلقة من الصهير بقوة وعنف ويتركب الحطام الصخري من مواد تختلف في أحجامها منها الكتل الصخرية، والقذائف والجمرات، والرمل والغبار البركاني.
- الغازات: تخرج من البراكين أثناء نشاطها غازات بخار الماء، وهو ينبثق بكميات عظيمة مكونا لسحب هائلة يختلط معه فيها الغبار والغازات الأخرى. وتتكاثف هذه الأبخرة مسببة لأمطار غزيرة تتساقط في محيط البركان. ويصاحب الانفجارات وسقوط الأمطار حدوث أضواء كهربائية تنشأ من احتكاك حبيبات الرماد البركاني ببعضها ونتيجة للاضطرابات الجوية، وعدا الأبخرة المائية الشديدة الحرارة، ينفث البركان غازات متعددة أهمها الهيدروجين والكلورين ومركبات الكبريت والنتروجين ومركبات الكربون والأوكسجين.
- الحمم: هي كتل سائلة تلفظها البراكين، وتبلغ درجة حرارتها بين 800 درجة مئوية و1200 درجة مئوية. وتنبثق الحمم من فوهة البركان، كما تطفح من خلال الشقوق والكسور في جوانب المخروط البركاني، تلك الكسور التي تنشئها الانفجارات وضغط كتل الصهير، وتتوقف طبيعة الحمم ومظهرها على التركيب الكيماوي لكتل الصهير الذي تنبعث منه وهي نوعان:
  - حمم خفيفة فاتحة اللون: وهذه تتميز بعظم لزوجتها، ومن ثم فإنها بطيئة التدفق ومثلها الحمم التي انبثقت من بركان بيلي (في جزر المارتنيك في البحر الكاريبي) عام 1902 فقد كانت كثيفة لزجة لدرجة أنها لم تقو على التحرك، وأخذت تتراكم وترتفع مكونة لبرج فوق الفوهة بلغ ارتفاعه نحو 300 م، ثم ما لبث بعد ذلك أن تكسر وتحطم نتيجة للانفجارات التي أحدثها خروج الغازات.
  - حمم ثقيلة داكنة اللون: وهي حمم بازلتية، وتتميز بأنها سائلة ومتحركة لدرجة كبيرة، وتنساب في شكل مجاري على منحدرات البركان، وحين تنبثق هذه الحمم من خلال كسور عظيمة الامتداد فإنها تنتشر فوق مساحات هائلة مكونة لهضاب فسيحة، ومثلها هضبة الحبشة وهضبة الدكن بالهند وهضبة كولومبيا بأمريكا الشمالية.
- المواد البركانية
  - المواد البركانية الصلبة: وهي الأجزاء التي تتكون منها الصخور البركانية وهي:
    - المقذوفات البركانية: وهو تجمد الصهارة والحمم البركانية المقذوفة إلى السطح.
    - صخر الخفاف: عبارة عن رغوة سيليكاتية تتخلها الغازات.
    - رماد بركاني: ناتج من تفتت وتناثر قمة الصهارة المتجمدة في عنق البركان تحت تأثير الضغط والبخار، وهي تتصلب بسرعة.

  - المواد البركانية السائلة الصهارة والحمم (اللابة): تتألف من المواد السائلة من الحمم التي تنساب مشتعلة من فوهة البركان إلى مسافات بعيدة أحيانا ومدى سيولة الحمم يخضع لعدة عوامل. مثل انحدار الأرض، وطبيعة الصهارة واللابة (لزجة أو مائعة) وتعتمد نسبة اللزوجة على نسبة السيليكا، وعلى قوة البركان
  - المواد البركانية الغازية: من أهم الغازات المنبعثة من البراكين:
    - بخار الماء
    - مركبات الهيدروكربون
    - ثاني أكسيد الكبريت

## التوزيع الجغرافي للبراكين

توزيع "النقط الساخنة" على الأرض.

تنتشر البراكين في نواحي متعددة على سطح الأرض، وهي تتبع في معظم الحالات خطوطا معينة تفصل بين الصفائح التكتونية العظيمة وأظهرها:
- النطاق الذي يحيط بسواحل المحيط الهادي والذي يعرف أحيانا بحلقة النار، فهو يمتد على السواحل الشرقية من ذلك المحيط فوق مرتفعات الأنديز إلى أمريكا الوسطى والمكسيك، وفوق مرتفعات غربي أمريكا الشمالية إلى جزر ألوشيان ومنها إلى سواحل شرق قارة آسيا إلى جزر اليابان والفلبين ثم إلى جزر أندونيسيا ونيوزيلندا.
- يوجد الكثير من البراكين في المحيط الهادي وبعضها ضخم عظيم نشأ في قاعه وظهر شامخا فوق مستوى مياهه. ومنها براكين جزر هاواي التي ترتكز قواعدها في المحيط على عمق نحو 5000 م، وترتفع فوق سطح مياهه أكثر من 4000 م وبذلك يصل ارتفاعها الكلي من قاع المحيط إلى قممها نحو 9000 م.
- جنوب أوروبا المطل على البحر المتوسط والجزر المتاخمة له. وأشهر البراكين النشطة فيها بركان فيزوف بالقرب من نابولي بإيطاليا، وبركان جبل إتنا بجزيرة صقلية وأسترو مبولي (منارة البحر المتوسط) في جزر ليباري.
- مرتفعات غربي آسيا وأشهر براكينها أرارات واليوزنز.
- النطاق الشرقي من أفريقيا وأشهر براكينه كلمنجارو.

مناطق سيل الابه المصاحبة للنشاطات البركانية على جزيرة "ريونيون" الفرنسية ببحر الكاريبيك بين عامي 1972 و2000.

البراكين الدائمة الثوران قليلة جداً على سطح الأرض، ومنها بركان سترمبولي، في جزر ليباري، قرب جزيرة صقلية، المعروف بمنارة حوض البحر الأبيض المتوسط. أمّا البراكين المتقطعة الثوران أو الهادئة نسبياً فهي الشائعة على سطح الأرض، حيث يخمد النشاط البركاني فترة من الزمن، ثم يتجدد من جديد خلال فترة أخرى، ومنها بركان أتنا في جزيرة صقلية. وهناك البراكين الخامدة، وفيها انخمد النشاط البركاني تماماً منذ فترة زمنية طويلة، وأصبحت عرضة لنحت عوامل التعرية، التي تنحت جوانب المخروط البركاني؛ ومن أمثلة الهياكل البركانية: شيبروك في المكسيك، وديفلزتور (برج الشيطان)، في ولاية وايومنغ في الولايات المتحدة الأمريكية.
يُقدر عدد البراكين النشيطة بحوالي 600 بركان موزعة على سطح الأرض، ويتركز معظمها في أحزمة توازي تقريبا مناطق الشقوق والتكسرات والفوالق الطبيعية متوزعة بمحاذاة سلاسل الجبال حديثة التكوين.
وهناك توزيعان كبيران للبراكين:
- الأول: «دائرة الحزام الناري»، وتقع في المحيط الهادي.
- الثاني: يبدأ من منطقة بلوشستان إلى إيران، آسيا الصغرى، البحر الأبيض المتوسط ليصل على جزر آزور وكناري ويلتف إلى جبال الأنديز الغربية في الولايات المتحدة. وفيما يلي بعض أسماء البراكين في هذه المناطق:
  - المكسيك: 10 براكين منها باريكوتين الذي ثار لأول مرة سنة 1934.
  - أمريكا الجنوبية: 2
  - نيوزيلاند: 6.براكين
  - جوانا الجديدة: 30 بركانا.
  - الفليبين: 20 بركانا.
  - اليابان: 40 بركانا.

### منطقة محور البحر الأبيض المتوسط
- من جهة الغرب إلى الشرق نجد البراكين التالية في هذه المنطقة:-
- الآزور: 5 براكين.
- الكناري:3 براكين.
- إيطاليا: 15 بركانا ومنها بركان فيزوف وسترومبولي الانفجاري وفولكانو.
- منطقة الأدرياتيك: 9 براكين ومنها جبل بيليه Pelee.
- المنطقة العربية وآسيا الصغرى: 6 براكين منها جبل العرب الانفجاري في سورية.

### منطقة الأخدود الأفريقي
- هاواي: 5 براكين.
- جزر غالاباغوس: 3 براكين.
- أيسلندا: 27 بركاناً.
- أفريقيا الوسطى: 5 براكين.
- أفريقيا الشرقية: 19 بركاناً.

### المحيط الهادئ
- آلاسكا: 20 بركاناً منها بركان كاتاماي، وشيش الدين.
- كندا: 5 براكين منها رانجل
- الولايات المتحدة الأمريكية: 8 براكين ومنها راينر البركان هو تضاريس برية أو بحرية تخرج أو تنبعث منه قوق. وتتراكم الصهارة أو تنساب حسب نوعها لتشكل أشكالاً أرضية مختلفة منها الجبال المخروطية - البركانية العالية المشهورة.

## أشكال البراكين

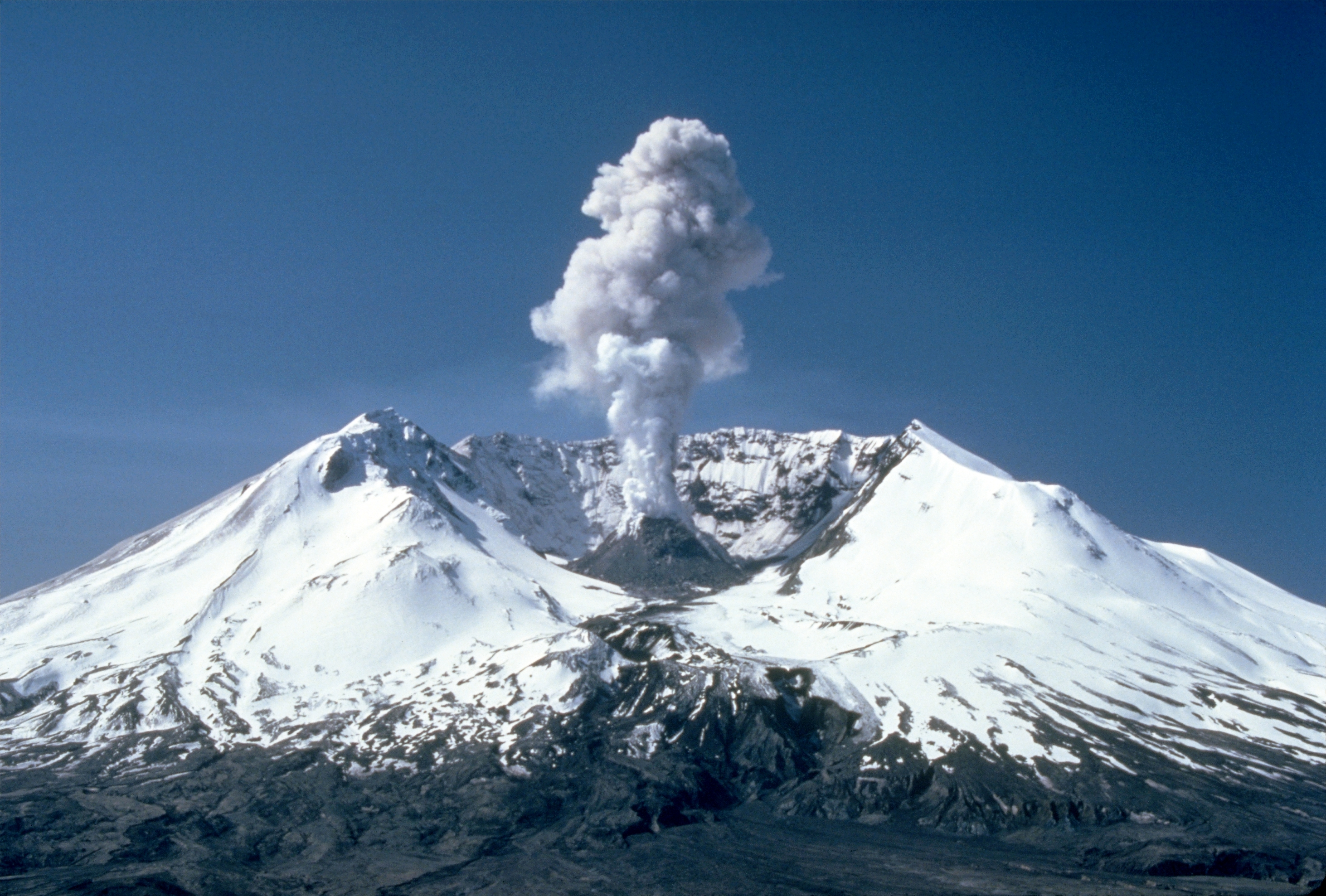
سحابة بخار بارتفاع 1 كيلومتر فوق بركان مونت سانت هيلين عام 1982 بعد مرور سنتين على انفجاره الشديد، ولاية واشنطن، الولايات المتحدة.

- براكين الحطام الصخري: يختلف شكل المخروط البركاني باختلاف المواد التي يتركب منها. فإذا كان المخروط يتركب كليا من الحطام الصخري، فإننا نجده مرتفعا شديد الانحدار بالنسبة للمساحة التي تشغلها قاعدته. وهنا نجد درجة الانحدار تبلغ 30 درجة وقد تصل أحيانا إلى 40 درجة مئوية وتنشأ هذه الأشكال عادة نتيجة لانفجارات بركانية. وتتمثل في جزر إندونيسيا.
- البراكين الهضبية: تنشأ البراكين الهضبية أو «الدرعية» نتيجة لخروج الحمم وتراكمها حول فوهة رئيسية ولهذا تبدو قليلة الارتفاع بالنسبة للمساحة الكبيرة التي تشغلها قواعدها. وتبدو قممها أشبه بهضاب محدبة تحدبا هينا ومن هنا جاءت تسميتها بالبراكين الهضبية وقد نشأت هذه المخاريط من تدفق مصهورات الحمم الشديدة الحرارة والعظيمة السيولة والتي انتشرت فوق مساحات واسعة وتتمثل هذه البراكين الهضبية أحسن تمثيل في براكين جزر هاواي كبركان مونالوا الذي يبلغ ارتفاعه 4100 م وهو يبدو أشبه بقبة فسيحة تنحدر انحداراً سهلاً هينا.
- البراكين الطبقية: البراكين الطبقية نوع شائع الوجود، وهي في شكلها وسط النمطين السابقين وتتركب مخروطاتها من مواد الحطام الصخري ومن تدفقات الحمم التي يخرجها البركان حين يهدأ ثورانه. وتكون اللوافظ التي تخرج من البركان أثناء الانفجارات المتتابعة طبقات بعضها فوق بعض، ويتألف قسم منها من مواد خشنة وقسم آخر من مواد دقيقة، وبين هذا وذاك تتداخل الحمم في هيئة أشرطة قليلة السمك. ومن هذا ينشأ نوع من الطباقية في تركيب المخروط ويمثل هذا الشكل بركان مايون أكثر براكين جزر الفليبين نشاطا في الوقت الحاضر.

## تصنيف البراكين
يصنف العلماء البراكين إلى حية وميتة، حيث إن البراكين الحية هي التي يحتمل أن تثور في المستقبل، والميتة هي التي لن تثور مرةً أخرى أبداً. وقد يكون البركان الحي نشطاً أو ساكناً، فحينما يثور يكون في حالة نشـاط وعندما لا يثـور يكون بركـاناً سـاكناً.
في كل يوم يحدث زلزال، أو يثور بركان في مكان ما من العالم، أثناء الزلازل تهتز الأرض وتتحرك، وعندما تثور البراكين ينفجر الصخر الأحمر الحـار والرماد من الأرض، ويوجد كثير من البراكين في مختلف أنحاء المعمورة، كما يوجد كثير منها أسفل المحيطات فوق القاع. ولحسن الحظ فإن معظم الزلازل وانفجارات البراكين لا تسبب أذى للناس. فغالبية الزلازل صغيرة جداً، ونحن نعلم بهذه الزلازل عن طريق أجهزة العلماء الدقيقة شديدة الحساسية؛ لأنها تستطيع قياس أقل الحركات الأرضية، وهناك انفجارات بركـانية تحدث بشكل دائم فوق قيعان المحيطات، إلا أنها بعيدة في العمق بحيث لا تؤثر على النـاس، ومع ذلك نجد أن خبراً يتـعلق بزلزال أو انفجار بركاني يتصدر العناوين الرئيسية للأخبار.
عند وقوع زلزال كبير أو انفجار بركاني بالقرب من الأماكن التي يعيش فيها الناس، حيث يصاب كثير منهم بأضرار جسمانية وقد يلاقي منهم الموت تحت أنقاض المباني. ففي عام 1976 م مـات نصف مليون شخص في الصين عند وقوع عدد من الزلازل الكبيرة. وفي عام1883 م انفجر بركان في اندونيسيا أطلق علـيه كراكاتوا وقتل ما يزيد على ستة وثلاثين ألف شخص.
كانت سفينة تعبر القناة الواقعة بين جاوة وسومطرة، وفيما يلي وصف المنظر كما أورده القبطان:
{جاءت أصوات الانفجارات المصمة للآذان كأصوات المدافع الثقيلة، في حين انطلقـت كتل من الحمم المشـحونة بالغاز في الفضاء وكأنها عـرض ضخم للألعاب النارية، وبعد الساعة الخامسة مساءً قذف ظهر السفينة بكتل حارة من الصخر البركاني الأبيض وصل حجم بعضها حجم القرع}.
وقع أسوأ جزء من الانفجار البركاني في 27 أغسطس حيث وصل الرماد إلى علو 80 كيلو متر، والناس المقيمين في الجزر المجاورة لم يروا أي ضوء للشمس مدة يومين ونصف.وأصبح البركان الآن ينفجر بصورة مستمرة، ثم وقع انفجار ضخم كان أقوى انفجار سمعه الناس على وجه الأرض، ولدى ارتطام الصخر الأحمر الحار بالبحر المحيط بالجزيرة، تولدت أمواج ضـخمة أطلق عليها اسم ((تسو نامي))وقد غمرت الجزرالمجاورة وأغرقت ما يزيد عن 36000 شخص. عند انتهاء ثورة البركان كانت كراكاتو قد اختفت تماماً تحت الأمواج، وظهر مكانها جزيرة تتكون من الحمم التي انبعثت من سطح الأرض.
في عام 1963 م ولدت جزيرة جديدة بالقرب من سـاحل إيسلندة.وحدث ذلك عندما دفع أحد الانفجارات البركانية في قاع البحر بالحمم إلى مافـوق سطح البحر، واستمر تدفق هذه الحمم مدة ثمانية عشر شهراً وأخذت الجزيرة تكبرحتى وصلت مساحتها 2.5 كيلومتر مربع وأطلق عليهاسم {سورتسي}.
إن هذه الجزيرة الجديدة مهمة جداً بالنسبة للعلماء؛ ولذا لم يسمح إلا لأناس قليلين بزيارتها، فقد أرادوا دراسة ما حدث بعناية كبيرة، وكانت أولى النبات التي ظهرت في الجزيرة هي نبتة صاروخ البحر وعشب اللايم ونبات الرئة ونبات البحر.وبعض بذور هذه النباتات حمل إلى الجزيرة بواسطة البحر، كما أن طيور النورس والإوز حملت البذور أيضاً على أقدامها وعلى ريشها.
ارتبط البركان في المخيلة البشرية عبر التاريخ كونه جبل مخروطي الشكل، تخرج من قمته نار ودخان وحمم، ورغـم أن بعض البراكـين تكون كذلك إلا أن كثيراً من الانفجارات البركانية مختلفة عن ذلك تماماً، فبعض هذه الانفجارات يخرج من خلال فتحات موجودة في الأرض، تعرف بالفجوات وبعضها يخرج من خلال فتـحات طويلة موجودة في سطح الأرض تعرف بالشقوق. هناك بعض البراكين لا تطلق ألسنة من اللهب، فكثير منها يطلق سـحباً من البخار والغاز تعرف بالأبخرة والدخان. ويتكون الدخان من قطع صخر ورماد متناهية في الصغر.

## الانفجارات البركانية
| مقطع خلال بركان طبقي :                                                                                     | مقطع خلال بركان طبقي : |
| --- | --- |
| 1. مخزن الصهارة 2. طبقة أرضية 3. المدخنة 4. سطح الأرض 5. جيب بركاني 6. جيب نافذ 7. طبقات من الرماد 8. جانب | 9. طبقات من الصخور والفحم 10. عنق 11. مخروط طفيلي 12. سيل الصهارة 13. مدخنة 14. فوهة 15. لوافظ غازية وبخار وغبار بركاني رماد. |

تحدث الانفجارات البركانية عند تدفق الصخر الأحمر الحار من أعماق جوف الأرض، وينسـكب على قاع المحيط أو على السـطح، حيث يخرج هذا الصخر حارا جدا إلى درجة السـيولة، ويسـمى بالصخر المذاب. وإذا كان الصخر المذاب يتدفق تحت سطح الأرض فإنه يسمى الصهارة، وإن كان يتدفق خارجاً من البركان فيسمى الحمم{اللافـا}، وعندما تبرد الحمم تتحول إلى صخر صلب أسود {يسمى الحمم أيضاً}. تحوي الصـهارة كثيراً من الغـازات وهي التي تسبب الانفجارات عند ثورة البراكين، ويقسم العلماء الانفجارات البركانية إلى أنواع مختلفة ثلاثة منها رئيسـية هي:
1. الهاواي: في الانفجار الهاواي تكون الصهارة رقيقة القوام سائلة حيث يمكن للغازات المختلطة بها أن تتسرب بسـهولة ؛ لذلك لا تحدث انفجارات عنيفة.
2. السترومبولي: في الانفجار السترومبولي تكون الصهارة ذات قوام أقل رقة من الصـهارة الموجودة في الانفجار الهـاواي، وهذا يعني أن الغـازات المختلطة بها لا تستطيع مفارقتها بسهولة، وأنه سيكون هناك انفجارات عنيفة. وتخرج الحمم في شكل نافورة نار صفراء ضخمة.وتقذف الفجوة كتلاً كبيرة من الصخر، وتتساقط تلك الكتل حول الفجوة وتأخذ شكلًا مخروطياً.
3. البليني: في الانفجار البليني تكون الصهارة غليظة القوام، فيكون من الصعب هروب الغازات فتتراكم تحت الأرض.ويؤدي الضغط إلى دفع الصخر إلى أعلى، وفي نهاية الأمر تنفجر الغازات بعنف خارجة من الصخر، وتؤدي قوة الانفجار إلى تكوين عمود من الغاز يزيد ارتفاعه (2) كيلومتراً. وعندما ينفجر الغاز فإنه يهشم الصهارة إلى قطع صغيرة ويقذفها عاليـاً مع عمود الغـاز، وعندما تبرد قطع الصهارة هذه تتحول إلى حجر أبيض يسمى الخفاف.

## الصخور البركانية: هناك نوعان من الصخور البركانية هي
1. البيروكلاستيكي: أو (المكسر).
2. البيروكلاستيكي: أو (الغير مكسر).

وقد جاءت كلـمة بيروكلاستكي من الكلمتين الإغريقيتين بيرو (بمعنى النار) وكلمة كلاستك (بمعنى مكسور). تتكون الصخور غير البيروكلاستيكية عندما تأخذ الحمم في البرودة. والحمم تأخذ أشكالاً مختلفة عندما تبرد، حيث يكـون للحمم من نوع Aa سـطح خشن بعد أن تبرد، في حين يكون للحمم من نوع باهوهو سطح أملس يشبه الحبال، وقد جاء كلا الاسمين من هاواي. وعندما تبرد الحمم تحت الماء فإنها تشكل حمماً وسادية.
تتكون الصخور البيروكلاستيكية من الصخور المقذوفة خـارج البركان أثناء ثورانه، وفي بعض الأحيان تكون هذه الصخور لحظة ارتطامها بالأرض حارة إلى درجة أنها تتماسك مع بعضها فتشكل صخراً صلباً.
المخاريط وفوهة البركان: ولقد رأينا أن الصخر والرماد الخارجين بفعل الانفجارات العنيفة يكونان مخاريط منحدرة، وفي بعض الأحيان تنهار هذه المخاريط مخلفة فوهة تسـمى (كالديرا)، ويحدث هذا في حالة الانفجار البليني. وتستنفد قوة الانفجار كل الصهارة الموجودة تحت البركان بسرعة كبيرة. الأمر الذي يترك حفرة تحت الجزء العلوي من المخروط، وفي حالـة استمرار ثوران البركان تنهار الفوهة إلى الداخل، وبهذه الكيفية اختفى بركان (كراكاتوا). يبلغ قطر بعض الكالديرات بضعة كيلومترات.وبعضها يكون ضخماً، فمثلاً يبلغ قطر الكاديرا في نيومكسيكو بالولايات المتحدة الأمريكية 23 كيلومتر.
فيزوف يثور: وضع أحد كتاب الرومان القدامى أول مخطوط مفصـل لانفجار بركاني، فقد راقب بليني الأصغر انفجار بركان فيزوف في جنوب غرب إيطاليا سنة (79 م) ومات عمه بليني الأكبر أثناء الانفجار.
ثار بركان فيزوف فجأة في أغسطس عام (79 م)، وخلال ساعات كانت مدينة بومبي ومدينة ستاباي مغطاتين بالخفاف الأبيض، وعند بدء انفجـار البركان كان بليني مقيماً في مدينة ميسينا مع والدته وعمه، وتبعد هـذه المدينة عن البركان حوالي (30 كيلو متر) أي أنها خارج نطاق الأضـرار، ويقول بليني في رسالة كتبها إلى أحد أصدقائه:
{في ظهيرة يوم 24أغسطس لفتت والدتي انتباه عمي إلى سـحابة سوداء كبيرة. فأمر بإعداد قارب له (ليستطيع الاقتراب من فيزوف).وبينما هو يهم بالمغادرة سلمت إليه رسالة من ركيتينا التي كان بيتها واقعاً على سفح فيزوف وهي تتوسل فيها إليه أن يسارع لإنقاذها، ولدى علمه بالأمر صرف النظر عن رحلته العلمية وجعلها رحلة إغاثة، فأمر السفن الحربية بالإقلاع على الفور. كان كل شخص يغادر منطقة الخطر التي أبحر إليـها هو بشجاعة. وعند اقتراب السفن من شاطئ بومبي كان الرماد يتساقط بغزارة متبوعـاً بشظايا الخفاف والأحجار المتفحمة.اكتظ الشاطئ بالحـطام إلى درجـة اضطروا معها إلى تحويل اتجاههم نحو ستاباي. وما إن وصلوا حتى كانت الزلازل تهز المبنى، وتمتلئ السـاحة التي كانوا يقفون فيها بالرماد بسرعة، فعادوا إلى الشـاطئ رابطين على رؤوسهم الوسائد لحمايتها من الحـطام المتساقط حيث أرادوا تقصي إمكانية هربهم عن طريق البحر فرأوه هائجاً خطراً، ووضعت ملاءة على الأرض لعمي ليستريح عليها، وسرعان ما جاءت رائحة الكبريت منذرة بقرب نشوب حريق، ونهض عمي متكأً على اثنين من خادميه ثم انهار فجأة ربما لأن الأبخرة الكثيفة سدت قصبته الهوائية}.وعثر بليني على جثة عمه بعد يومين.لقد مكثت مدينة بومبي مغطاة بالخفاف لعدة قرون. وفي سنة 1748 م شرع الناس في الحفر للكشف عن المباني المدمرة. واليـوم تستطيع أن تمشي بين أطلال معظم أرجاء مدينة بومبي.
النشاط البركاني:
المنافذ البركانية الصغيرة:
تتسـرب الغازات من الأرض في بعض الأماكن طوال الوقت، ولـيس فقط أثناء انفجار البركـان، وتخرج هذه الغـازات من خلال ثقوب تسمى المنافذ البركانية الصغيرة، وتوجد هذه المنافذ في المناطق المتاخمة للبراكين، ويقوم العلماء بدراسـة الغازات الخارجة من هذه المنـافذ لمعـرفة ما يجري تحت البركان، ويأملون أن يصبحـوا قادرين علـى استخدام المعلومات التي يحصلون عليها للتنبؤ بموعد انفجاره التالي.
تحوي الغازات الآتية من المنافذ البركانية الماء وثاني أكسـيد الكربون وأملاحاً كثيرة من معادن مختلفة، تتجمع هذه الأملاح حـول المنافذ فتلون الأرض، فالكبريت يلونها باللون الأصفر، والكلوريد باللـون الأبيض، تشمل الألوان الأخرى النحاس مع النيكل باللون الأخضر والكوبالت مع الرصـاص بلون قرنفلي _أزرق، والمنجنيز مع الزنك بلون قرنفلي. كمـا أن الكبريت يجعل للمنافذ رائحة كريهة كرائحة البيض الفاسد.
ينابيع وفوهات المياه الساخنة:
```
في المناطق البركانية يخرج الماء الحار من أعماق الأرض، فهو يسخن أثناء تدفقه فوق الصخور الحارة الموجودة تحت الأرض ويحوي على الغاز، وحيثما تكون
```

كمية الغاز كبيرة يفور الماء على شكل ينابيع حارة.
وينطلق الماء في بعض الأماكن على شكل ينابيع ونوافير تسمى فوارات المياه الساخنة، ومن أفضل الأمثلة على ينابيع وفوارات المياه الساخنة الموجودة في
العالم هـي تلك التي في يلوستون بالولايات المتحدة الأمريكية، وروترروا في
نيوزيلندة. ويوجد في منتزه يلستون ما يقرب من 10000 ينبوع حار.
تعريف ثاني للبراكين:
البركان كما نعرفه شق في صخور القشرة تنبعث من فوهته حمماً ملتهبة ومواد
صـلبة وغازية منبعثة من باطـن الأرض عبر المدخنة (القصبة) حتى تخرج من الفوهة، تزيد درجة حرارتها عن 1200 مْ.
كيف تصعد الصهارة إلى سطح الأرض ؟
تقع الصهارة تحت عدة عوامل، هي:
1. الحــرارة.
2. ضغط صخور القشرة الأرضية.
3. ضغط الكميات الهائلة من الغازات والأبخرة المحصورة.

فعندما تنشق القشـرة الأرضية في مكان ما من أمكنة الضعف فيهـا، تندفع
الصهارة في شق تحت تأثير ضغط الغازات المرتفع، وتتفجر حمماً على سـطح
الأرض.
وعندما تبرد الحمم وتتصلب، تكون ما يعرف بالصخور البركانية.

### المظهر العام للبراكين
تتدفق الصهارة في الحالات العامة للبراكين من فتحة في قمـة البركان تدعـى
فوهة البركان وفي البراكين الخامدة تكون الفوهة عبارة عن منخفض عميق،
له انحدار شديد وتتراكم المواد البركانية حول فوهة البركان، على هيئة جبل مخروطي الشكل. وفي البراكين الخامدة تتحول الفوهات إلى بحيرات ماء
البحيرات من السوائل الحمضية والمياه المعدنية الكبريتية.
وللبركان في بعض الحالات فوهات ثانوية على سفح الجبل، وهذا دليل على
قوة ضغط الصهارة المتصاعدة، وضيق عنق الفوهة الرئيسة أو انسـداده. وإذا لم تنفتح فوهة جانبية لتنفيس ضغط الصهارة، فقد ينفجر الجبل البركاني،
ويتكون مخروط جديد في داخل فجوته.

### ملاجئ ضد البراكين
لقد أصبح بوسع العلماء التنبؤ بصورة تقريبية عن مكان تدفق الحـمم عنـد انفجار البركان.فهي تنحدر نحو الوديان والأراضي المنخفضة.وعليـه يجـب عدم إنشاء المدن والقرى في تلك الأماكن قرب بركان نشط. ويعد الرماد المتساقط مشكلة أخرى، ففي المواضع القريبة من البركان يجب أن تكون المنازل ذات أسطح مائلة حتى ينزلق الرماد عنها.
هناك طريقة بسيطة جداً لحماية الناس من السحب المتوهجة، كما سنلاحظ في القصة التالية: حدث في عام 1902 م أن أدخل رجل يدعى أغسطـس سليباريس سجن سانت بيير في جزر المارتينيك، وكان السجن مبنياً من الحجر السميك. وعندما ثار بركان مونت بيليه بعد أيام قليلة أدت سحابة متوهجة إلى مقتل 30000 شخص في المدينة، غير أن أغسطس سايباريس نجـا، فقد حمته جدران السجن المبنية من الطوب السميك، فبإمكان النـاس بنـاء ملاجئ تشبه سجن سايباريس بشكل بسيط ورخيص جداً، وذلك باستعمال أنابيب خرسانية كبيرة مدفونة بجانب أحد التلال.

### آثار البراكين
لـيس صعباً على من رأى بركاناً ثائراً أن يتصور مدى الدمار والهلاك الذي تحدثه الحمم البركانية إذا ما أصـابت المناطق العمرانية. ولا تقتصـر آثـار البراكين على منطقة البركان فحسب، بل قد تتعداها إلى مناطق مجـاورة أو حتى بعيدة جداً.
بعض الأمثلة على آثار البراكين:
1. الفتك بالناس: إن تاريخ البراكين حافل بعشـرات الآلاف من الضحايا، فقد فتك بركان كراكاتو، ما بين جاوة سومطرة، بما يزيد على 36000 نسمة.
2. تدمير العمران: تتعرض القرى والمدن في مناطق البراكين إلى التدمير تام، أو إلى القذائف أو الرماد البركاني.ومن الأمثلـة على ذلك بركـان فيزوف الذي طمر مدينة بومبي في إيطاليا سنة 79 م ودمرها بكاملها.
3. تغيير معالم الطبيعة: لقد كون فيضان اللابة{الحمم}، قبل حوالي 15 مليون سنة، في منطقة كولومبيا، شـمال غرب أمريكا الجنوبية، هضبة بازلتيـة تزيد مساحتها عن 500000 كم مربع وتكونت هضبة مماثلة لها في الهند. وكثيراً ما تجري اللابة في الوديان وتملؤها، أو تحول مجاري الأنهار.وقد نسف بركان كراكاتوا جبلاً وثلثي جزيرة جاوة.وغارت فوهة البركان تحت سـطح البحر
4. اضطراب المناخ: دلت الأبحاث على أن المناخ يضطرب بشكل بارز من جراء النشاط البركاني، لأن الغبار والرماد الذي ينفثه البركان، إمـا أنـه يحجب أشعة الشمس، أو أنه يمتص نسبة منها، مما يؤدي إلى برودة في الجو. وقد عزي الطقس البارد الذي ساد القارة الأمريكية في العـام 1783 - 1784 إلى النشاط البركاني في كل من اليابان وأيسلندة في العام 1783 م.

### فوائد البراكين
للبراكين بعض المنافع في بعض الأحيان، غير أن الأضرار الرهيبة التي تحدثهـا، تجعل منافعها محدودة بالمقارنة. ومن أهم الآثار الإيجابية للبراكين ما يلي:
1. إن المواد البركانية غنية بالمعادن المفيدة للصناعة والزراعة مثل: البوتاسيوم والحديد والكبريت.ومن المعلوم أن التربة الغنية بالرماد البركاني من أخصب أنواع التربة.
2. تستخدم مياه الينابيع الحارة، التي تنفجر نتيجة النشاط البركاني في التطبيب والاستشفاء من الأمراض الجلدية والروماتيزم.مثل: (عين نجم بالأحساء).
3. تستخدم المياه الحارة المنبثقة من جوانب البركان كمصدر للطاقة أحياناً وقد استخدمت مثل هذه المياه في أيسلندا في الأغراض الزراعية، وذلـك بإيصالها داخل أنابيب إلى مزارع خاصة مكيفة للحصول علـى النباتات الاستوائية. وفي إيطاليا استعمل الدخان الأسود الناتج من الفتحات الغائرة تحت سطح الأرض في تشغيل المولدات الكهربائية.
4. تكون فوهات البراكين بحيرات مياه قد يزيد قطرها على 3 كيلومترات، أو بحيرات مواد كيميائية كالأحماض التي تعدّ ثروة طبيعية في حـد ذاتـها.
5. بناء أجزاء شاسعة من الأرض مثل هضبة الدكن بالهند وهضبة نهـر كولومبيا بأمريكا الجنوبية.
6. من مخرجات البراكين الهامة الكبريت والذي ينتج من تكثف ثـم تجمد الغازات الكبريتية المتصاعدة في الغازات البركانية.

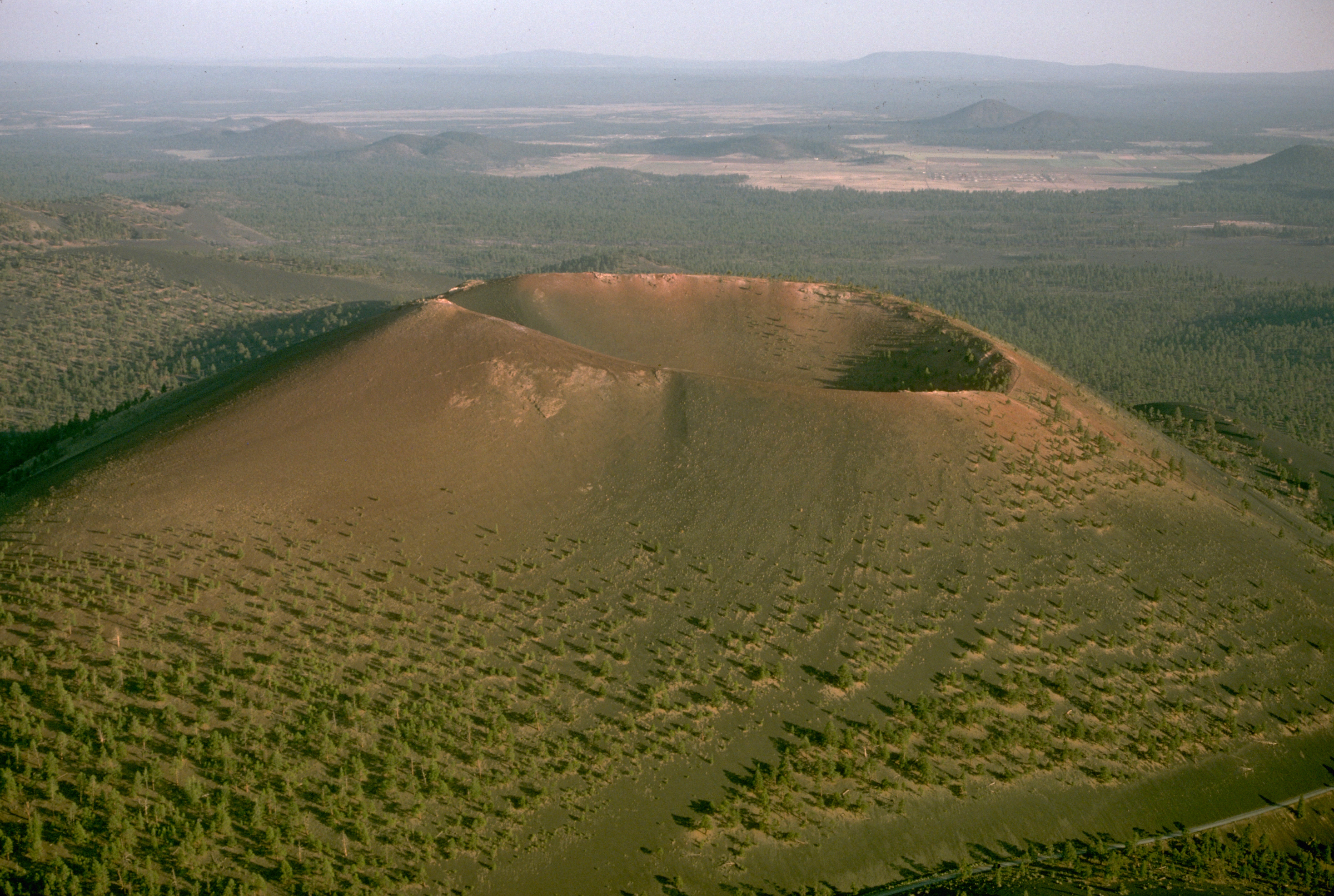
فوهة بركان كاتيافي أريزونا الأمريكية

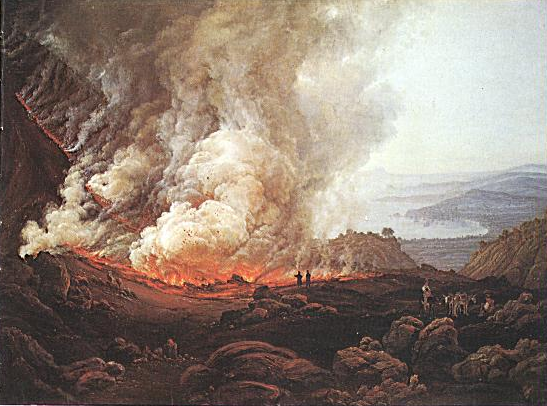
لوحة فنية من القرن الثامن عشر تصور ثوران أحد البراكين

## أشهر الكوارث البركانية

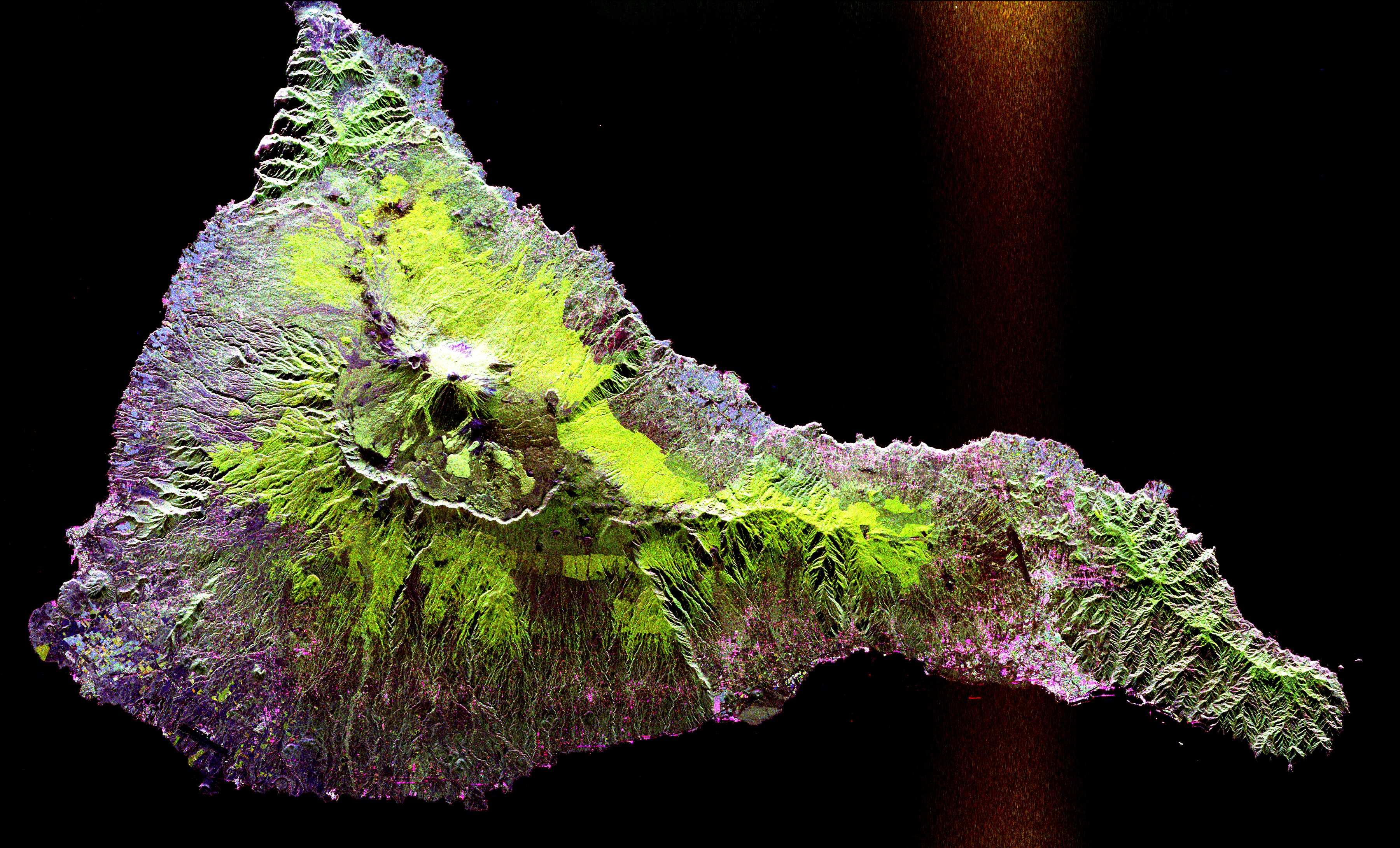
جزيرة بركانية

| البركان                 | الوفيات | المكان            | السنة  |
| ----------------------- | ------- | ----------------- | ------ |
| بركان فيزوف             | 16.000  | بومبي هيركولانيوم | 79 ق.م |
| بركان إتنا              | 15.000  | صقلية             | 1169   |
| بركان إتنا لمدة 40 يوما | 20.000  | صقلية             | 1669   |
| بركان هيكلا             | 9.000   | أيسلندا           | 1783   |
| تامبورا                 | 90.000  | إندونيسيا         | 1815   |
| كراكاتوا                | 40.000  | إندونيسيا         | 1883   |
| مونت بيليه              | 40.000  | مارتينيك          | 1902   |
| جبل كيلود               | 3.000   | جاوه              | 1919   |
|                         |         |                   |        |

## اثر البراكين

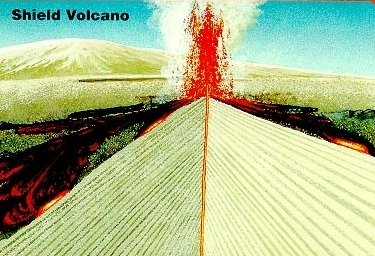
بركان درعي.

### آثار جغرافية
1. في تشكيل سطح الأرض: نستطيع مما سلف أن نتبين آثار البراكين في تشكيل سطح الكرة الأرضية فهي تنشأ الجبال الشامخة والهضاب الفسيحة. وحين تخمد تنشأ في تجاويف فوهاتها البحيرات مة موة وزالجهات المطيرة.
2. في النشاط البشري: من الغريب أن الإنسان لم يعرف السكنى بجوار البراكين حتى يكون بمأمن من أخطارها، إذ نجده يقطن بالقرب منها، بل وعلى منحدراتها أيضا. فبركان فيزوف تحيط به القرى والمدن وتغطيه حدائق الفاكهة وبساتين الكروم وجميعها تنتشر على جوانبه حتى قرب قمته. وتقوم الزراعة أيضا على منحدرات بركان (أثنا) في جزيرة صقلية حتى ارتفاع 1200 م في تربة خصيبة تتكون من البازلت الأسود الذي تدفق فوق المنطقة أثناء العصور التاريخية.

وهذه البراكين لا ترحم إذ تثور من وقت لآخر فتدمر قرية أو أخرى. ويمكن للسائر على طول الطريق الرئيسي فوق السفوح السفلى من بركان أثناء وعند نهاية تدفقات الحمم المتدفقة وهي شواهد أبدية تشير إلى الخطر الدائم المحدق بالمنطقة.
وتشتهر جزيرة جاوه ببراكينها الثائرة النشطة وبراكينها تفوق في الواقع كل براكين العالم في كمية الطفوح واللوافظ التي انبثقت منها منذ عام 1500 م ومع هذا نجد الجزيرة تغص بالسكان، فهي أكثف جهات العالم الزراعية سكانا بالنسبة لمساحتها ويسكنها نحو 75 مليون شخص ويرجع ذلك كما أسلفنا إلى خصوبة التربة البركانية، وقد أنشئت بها مصلحة للبراكين وظيفتها التنبؤ بحدوث الانفجارات البركانية وتحذير السكان قبل ثورانات البراكين مما يقلل من أخطار وقوعها.

### آثار إيجابية للبراكين
1. يساعد الرماد البركاني على خصوبة الأرض.
2. يكوّن أحياناً بعض الجزر في البحر.
3. الاستفادة من صخور وأحجار عديدة الأنواع للبناء.
4. مصدر لتكون بعض المعادن ذات القيمة الاقتصادية.

## أهمية البراكين
يوجد في العالم حالياً نحو 500 بركاناً ناشط [بحاجة لمصدر]; أي أن هذه البراكين لا تزال تنبعث منها مواد ملتهبة بشكل دائم أو متقطع. ويزيد عدد البراكين القديمة الخامدة عن عشرات الألوف ؛ حيث توجد الصخور البركانية في معظم مناطق الأرض، وتكمن أهمية البراكين في الآتي:
1. معرفة تركيب القسم الداخلي من قشرة الأرض والقسم الخارجي من الغلاف الأرضي؛ لأن الحمم تصدر من هذا المستوى، عمق نحو 450 كيلومتر.
2. تدل على مواقع الضغط في قشرة الأرض ؛ إذ أن مواقع البراكين تتفق مع مواقع الضغط في القشرة حيث توجد تصدعات مهمة وعميقة.
3. مصدر لتكون بعض المعادن ذات القيمة الاقتصادية.
4. يساعد الرماد البركاني على خصوبة التربة الزراعية.
5. يمكن استخدام حرارته لتوليد الطاقة الكهربائية

- حصلت أكبر ثورة بركانية في التاريخ في تامبورا Tambora في جزيرة سامباوا بإندونيسيا يوم 5-7 أبريل 1815 حيث قدرت حجم النواتج البركانية المقذوفة بحوالي 80 كم² والطاقة الناتجة عنه بحوالي 8.4*10(26) إرغ. وتكونت له فوهة قطرها 11 كم وقتل بسبب ثورته 90.000 نسمة.

## منوعات بركانية
- تامو مسيف (بالإنجليزية: Tamu Massif)‏ هو بركان اكتشف في 5 سبتمبر 2013. ويعتقد العلماء أنه الأكبر في العالم وربما في المجموعة الشمسية، وهو أكبر من بركان مونا لوا بستين مرة بمساحة تبلغ 120 ألف ميل مربع بحجم ولاية نيو مكسيكو.
- أطول مسافة قطعتها الحمم البركانية كانت 70 كم ناتجة عن بركان لاكي Laki جنوب شرق آيسلندا عام 1873.
- حدث اعظم انفجار بركاني في 27 أغسطس 1883 في جزيرة كراكاتو الواقعة بين سومطرة وجاوه وقضى على 163 قرية وقتل حوالي 40.000 نسمة وتدفقت الحمم لعلو 55 كم واندفع الغبار البركاني ليقطع مسافة 5330 كم خلال عشرة أيام.
- أوسع فوهة بركانية هي فوهة بركان توبا Toba في جزيرة سومطرة مساحتها 1775 كم².
- يقال أن اسم ((بركان)) يرجع إلى الإله ((فولكان)) إله النار والحدادة عند الرومان حيث كانوا يعتقدون أن الجبل الذي يشرف على خليج نابولي في إيطاليا ما هو إلا مدخنة لأتون كبير يوقده هذا الإله.

تعدّ البراكين من الظواهر الطبيعية الفريدة التي استرعت انتباه الإنسان منذ القدم وهي تلعب دورا عظيما في العمليات الجيولوجية التي تؤثر على تاريخ تطور القشرة الأرضية وتشكلها. وذلك لأن أغلب أجزاء القشرة الأرضية تأثرت بالعمليات الاندفاعية وخضعت في تشكيلها إلى مساهمة العمليات الاندفاعية. وتفيد دراسة البراكين في التعرف على مراكز الهزات الأرضية ودراسة البراكين فرع من فروع الجيولوجيا والذي أصبح قائما بذاته يعرف باسم علم البراكين Volcanology. والبراكين يصاحبها تكون معادن وخامات هامة جدا من الناحية الاقتصادية.